# Assim na Terra como no Céu (álbum)
Assim na terra como no céu é o oitavo álbum de estúdio da cantora de música gospel brasileira Michelle Nascimento, lançado pela MK Music em 2018.
O álbum foi produzido pelo seu pai, Tuca Nascimento.
As canções foram compostas pela própria cantora..
O primeiro single do álbum Eu e Deus foi lançado em forma de clipe em 22 de agosto de 2018. Já o álbum completo foi lançado nas plataformas digitais em 4 de setembro de 2018.

## Faixas
1. Eu e Deus (Autores: Michelle Nascimento & Tuca Nascimento)
2. É Tudo Dele (Autora: Michelle Nascimento)
3. Assim na Terra Como no Céu (Autora: Michelle Nascimento)
4. Envolve-me Senhor (Autores: Michelle Nascimento & Marquinhos Nascimento)
5. Ninguém me Impedirá
6. Todas as Promessas (Autora: Michelle Nascimento)
7. Êxodo 33:18 (Autora: Michelle Nascimento)
8. Seguindo
9. Pai (Autora: Michelle Nascimento)
10. Face a Face
11. Fill Me Up  Overflow (Enche-me / Transbordar) (Regravação De Tasha Cobbs)

## Clipes
| Música      | Lançamento            |
| ----------- | --------------------- |
| Eu e Deus   | 22 de agosto de 2018  |
| É tudo dele | 5 de dezembro de 2018 |

## Live Sessions
| Música                     | Lançamentos         |
| -------------------------- | ------------------- |
| Envolve-me, Senhor         | 12 de abril de 2019 |
| Êxodo 33:18                | 16 de maio de 2019  |
| Assim na Terra Como no Céu | 13 de junho de 2019 |
| Todas as Promessas         | 18 de julho de 2019 |